# Vern Gardner
Vern B. Gardner (14 de maio de 1925 — 26 de agosto de 1987) foi um jogador norte-americano de basquete. Foi duas vezes All-American na Universidade de Utah e disputou três temporadas pelo Philadelphia Warriors.
Vern Gardner, de 1,96 metros de altura, atuou como ala/pivô na Star Valley High School em sua terra natal, Afton, Wyoming, e jogou universitariamente pela Universidade de Utah, onde foi duas vezes All-American, em 1947 e 1949. Gardner conduziu os Utes para o campeonato NIT em 1947, numa altura em que este torneio foi considerado tão prestigiado como o Torneio da NCAA é hoje. Gardner foi apontado como o Jogador Mais Valioso do torneio. Seu número 33 foi aposentado pela Universidade de Utah.
Após sua aposentadoria da BAA, Gardner se tornou treinador universitário e professor.

## Carreira profissional

### Philadelphia Warriors
Após concluir a carreira universitária, Gardner foi selecionado pelo Philadelphia Warriors como a quinta escolha geral no draft da BAA (hoje NBA) em 1949 e disputou três temporadas por esta equipe de 1949 a 1952, com média de 8,9 pontos por partida durante a carreira.